# Schmeckwitz

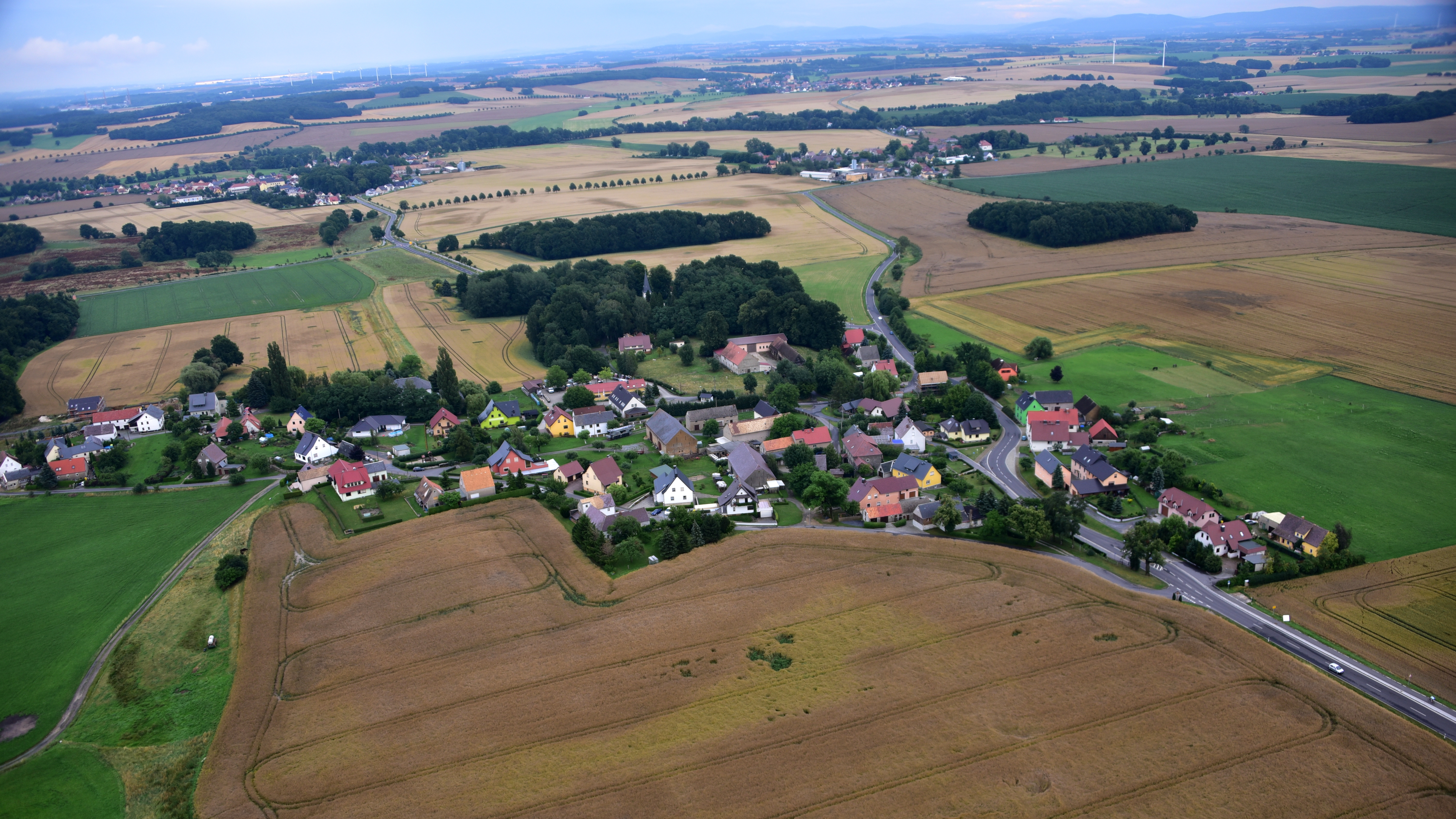
Schmeckwitz, Luftaufnahme (2017)

Schmeckwitz, obersorbisch Smječkecy, ist ein Ort im Zentrum des Landkreises Bautzen in Ostsachsen und gehört seit 1973 zur Gemeinde Räckelwitz. Der Ort liegt in der Oberlausitz und zählt zum Kernsiedlungsgebiet der Sorben. Die Mehrzahl der Einwohner spricht Sorbisch als Muttersprache.

## Geografie
Der Ort befindet sich etwa sieben Kilometer östlich von Kamenz und 18 Kilometer nordwestlich von Bautzen an der Straße von Crostwitz nach Nebelschütz und gehört zu Horjany, dem historischen „Oberland“ der Mariensterner Klosterpflege. Im Norden erstreckt sich in Richtung Piskowitz und Rosenthal der ausgedehnte Lugewald (Łuhowski lěs); die südliche Umgebung wird intensiv landwirtschaftlich genutzt.
Den Siedlungskern von Schmeckwitz bildet das eigentliche Platzdorf mit Dorfteich; östlich davon befindet sich der Kirchberg mit der evangelischen Kirche. Ebenfalls zu Schmeckwitz gehören Bad Marienborn (Marijina kupjel) und Johannisbad (Janska kupjel) sowie die Ansiedlung Sommerluga (Łuh) nordöstlich des eigentlichen Dorfes.
Die Nachbarorte sind Räckelwitz im Osten, Höflein im Südosten, Dürrwicknitz im Südwesten und Wendischbaselitz im Nordwesten.

## Geschichte

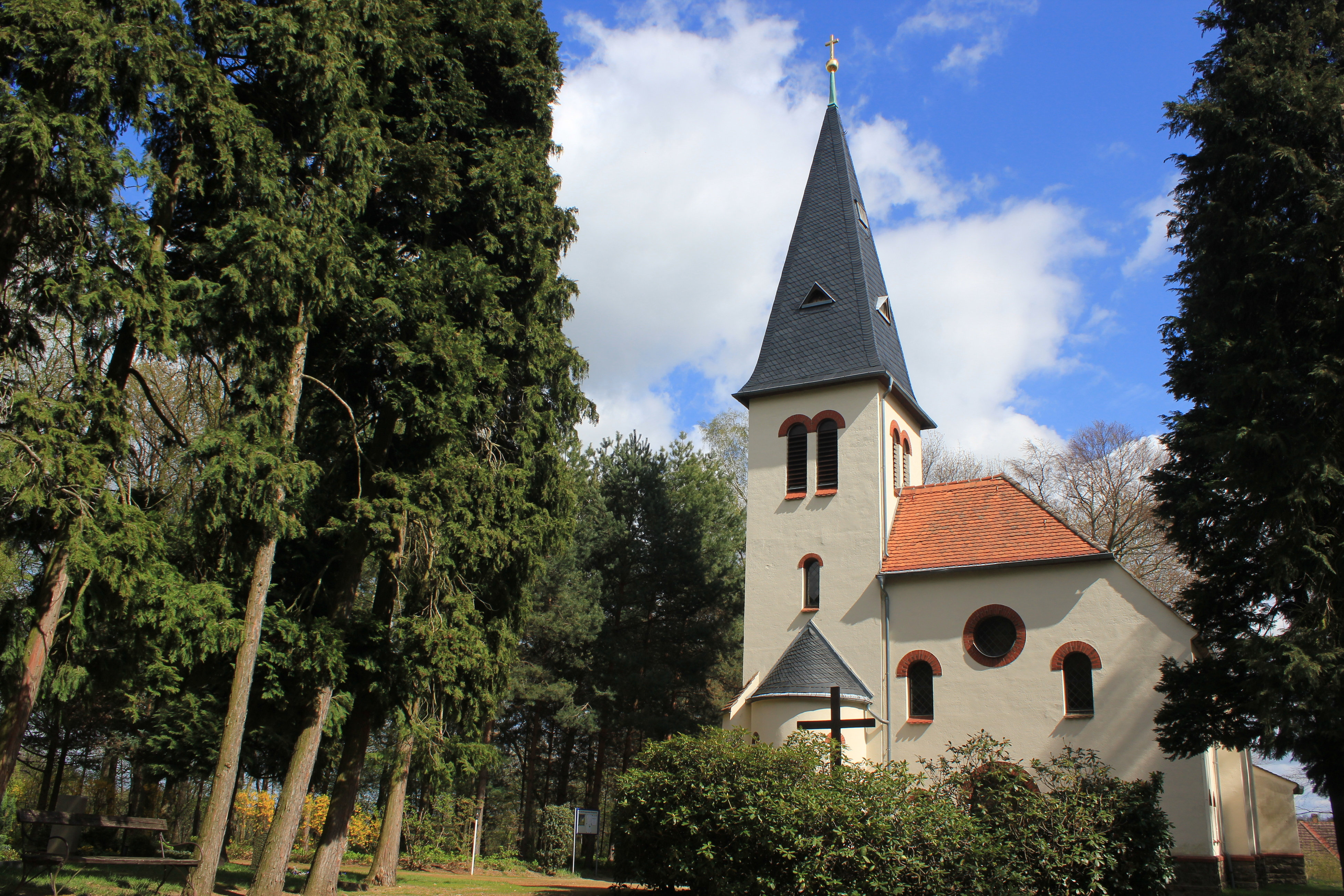
Evangelische Kirche im mehrheitlich katholischen Schmeckwitz

Schmeckwitz wurde erstmals urkundlich bereits im Jahre 1280 als Zmetechwicz erwähnt. Weitere Namensformen waren u. a. Smeckewitz (1419), Schmettwitz (1529) und Schmetzwitz (1547). Die heutige Form wird seit 1732 verwendet. Grundherrschaftlich war der Ort im 16. und 17. Jahrhundert zwischen dem Räckelwitzer Rittergut und dem Kloster St. Marienstern aufgeteilt. Im 18. Jahrhundert besaß auch der Bautzener Domstift einen Anteil.
Im Jahre 1817 wurden auf Initiative von Johann Gottfried Bönisch nordöstlich von Schmeckwitz die Schwefelbäder Marienborn eingerichtet, welche in der Folge Tausende Kururlauber in den Ort zogen. Dort befanden sich zuvor schon kleine Braunkohlebergwerke. Im Vorfeld des Ersten Weltkrieges sollte der Ort durch die Verlängerung der Sächsischen Nordostbahn von Radibor nach Kamenz sogar einen Bahnhof erhalten, für den der Name Bad Schmeckwitz vorgesehen war. Der Plan wurde jedoch aus verschiedenen Gründen nie umgesetzt.

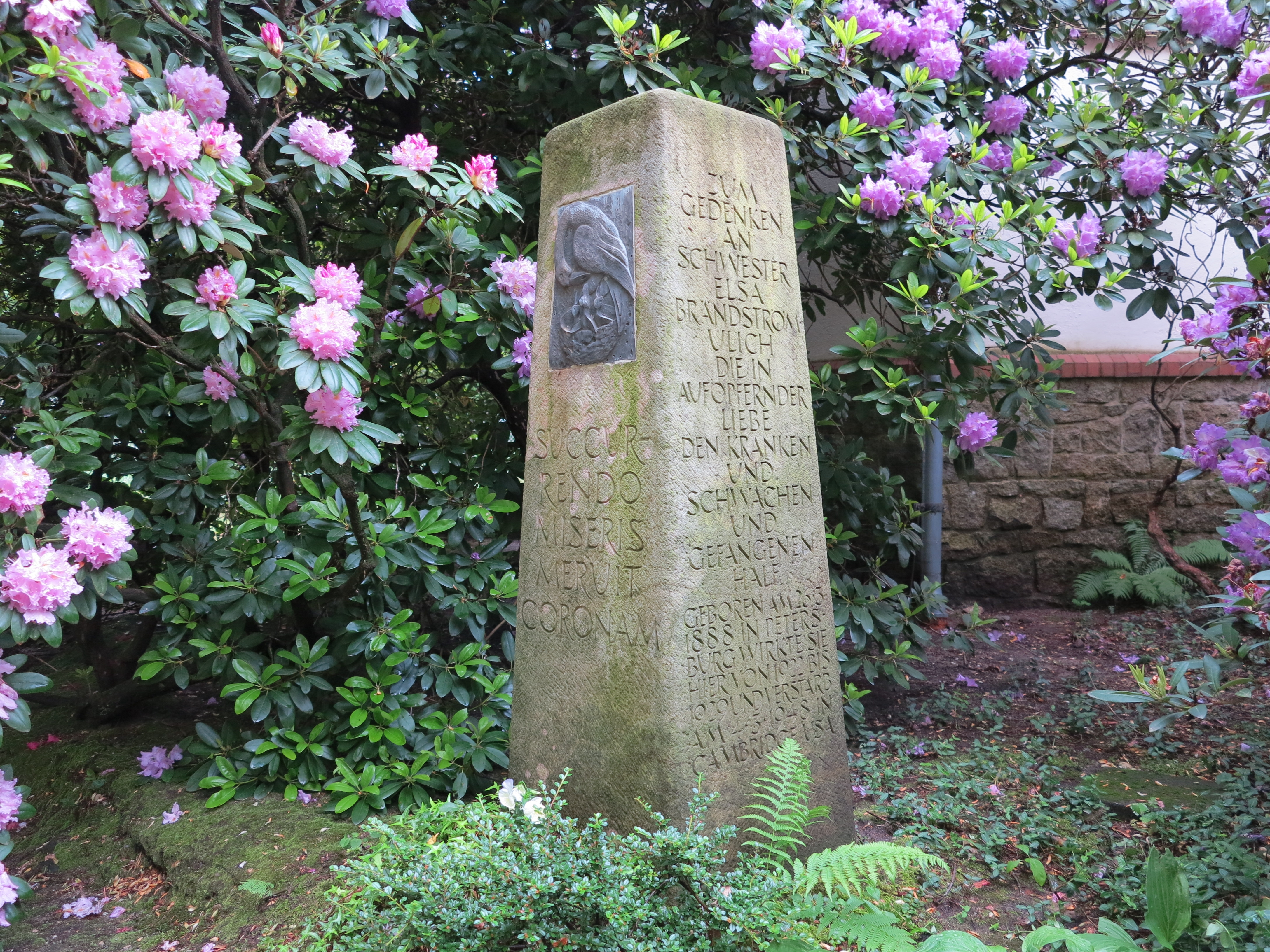
Dieses Denkmal erinnert an das Wirken von Elsa Brändström in Mariental

Nach dem Ersten Weltkrieg gab es in Marienborn ein Arbeitssanatorium für ehemalige kriegsgefangene Deutsche, in dem zwischen 1922 und 1929 die als „Engel von Sibirien“ bekannt gewordene schwedische Philanthropin Elsa Brändström wirkte. Neben der ev.-luth. Dorfkirche erinnert ein Denkmal an das Wirken von Elsa Brandström im Ortsteil Marienborn.
Bis zum 1. Januar 1973 war Schmeckwitz eine eigenständige Landgemeinde mit Sommerluga als Ortsteil, dann wurde es nach Räckelwitz eingemeindet.

## Bevölkerung und Sprache

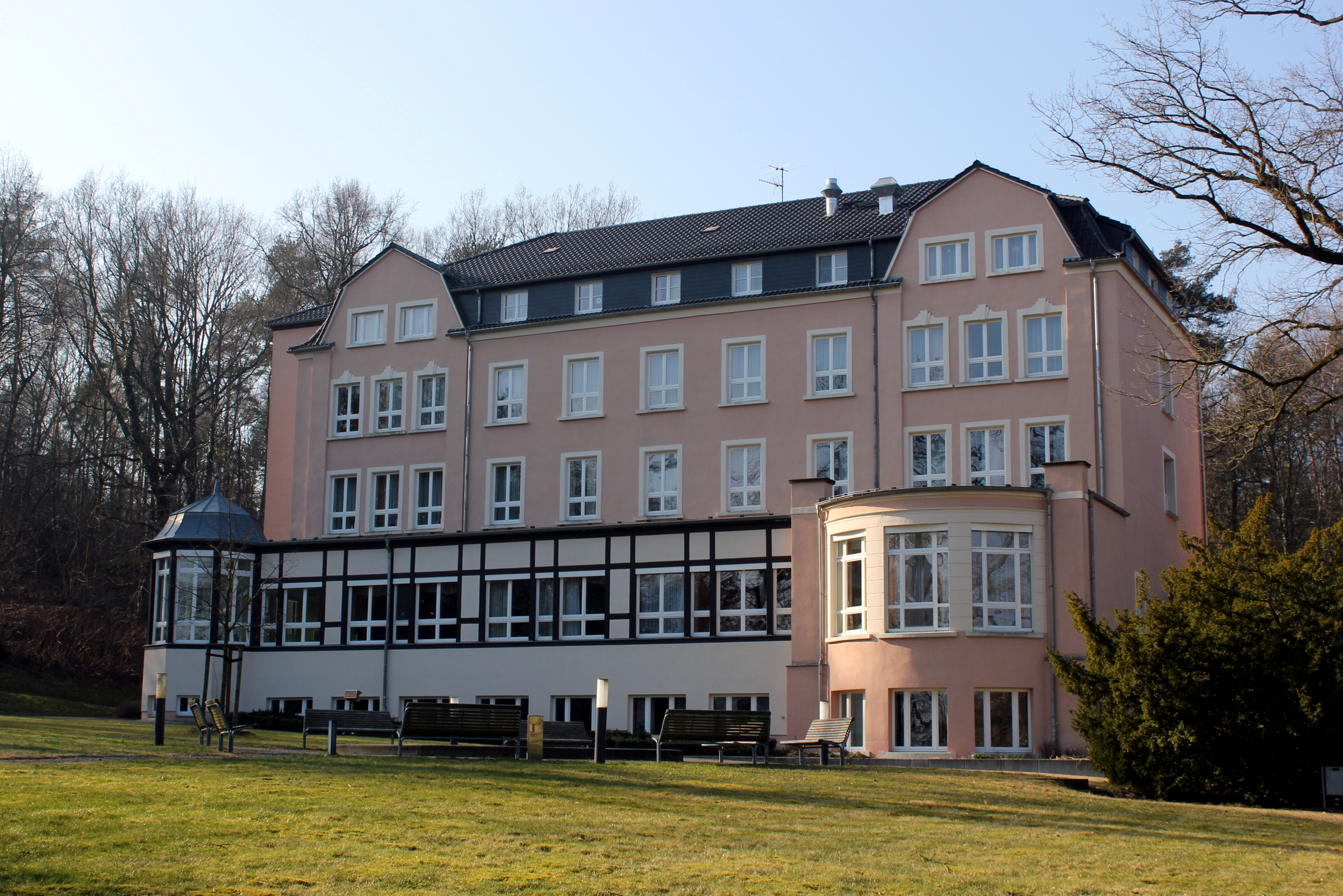
Das ehemalige Johannisbad

Für seine Statistik über die sorbische Bevölkerung in der Oberlausitz ermittelte Arnošt Muka in den achtziger Jahren des 19. Jahrhunderts eine Bevölkerungszahl von 209; darunter 203 Sorben und sechs Deutsche. Ernst Tschernik zählte 1956 in der Gemeinde einen sorbischsprachigen Bevölkerungsanteil von nur noch 63,6 %, bedingt v. a. durch das im Ort vorhandene Kurheim und den Zuzug von Umsiedlern aus den ehemaligen Ostgebieten. Bis heute ist Sorbisch die vorherrschende Alltagssprache im Ort.
Die Bevölkerungszahl stieg durch das 19. und die erste Hälfte des 20. Jahrhunderts kaum merklich von 154 im Jahre 1834 auf 168 im Jahre 1939. Bedingt durch den Zuzug von Heimatvertriebenen nach dem Zweiten Weltkrieg lag sie 1946 kurzzeitig über 300, um dann wieder leicht abzusinken. In den Jahren nach 1990 ist die Einwohnerzahl von Schmeckwitz entgegen dem ostsächsischen Trend nur leicht gesunken. Der Ort ist nach Räckelwitz der zweitgrößte Ortsteil der Gemeinde.
Die gläubigen Einwohner sind größtenteils römisch-katholisch und seit alters nach Crostwitz gepfarrt. Zudem wurde 1900/01 unter Leitung von Woldemar Kandler eine evangelische Kirche in Schmeckwitz errichtet, die das Gotteshaus für die Kurgäste und die protestantische Diaspora in den katholischen Parochien Crostwitz, Nebelschütz und Rosenthal darstellt.

## Persönlichkeiten
- Elsa Brändström (1888–1948), schwedische Philanthropin

## Sehenswürdigkeiten

### Naturdenkmäler
- Eiche in Schmeckwitz mit einem Brusthöhenumfang von 7,30 m (2016).[4]